# Чечилія Бартолі
Чечилія Бартолі (Cecilia Bartoli) (нар. 4 червня 1966, Рим) — італійська оперна і концертна співачка (колоратурне мецо-сопрано).
Є одним з найбільших авторитетів у царині автентичного (історично достовірного) виконавства барокової, класичної і ранньоромантичної музики. Володіє унікальним голосом і феноменальною вокальною технікою, що дозволяє їй виконувати музику найвищої складності, зокрема репертуар кастратів.

## Біографія
Походить з музичної родини. Її батько Angelo Bartoli і мати Silvana Bazzoni — співаки. Їм було небайдуже, чи успадкувала дочка їх талант, тому першим вчителем Чечилії з вокалу стала її мати. У дев'ять років Чечилія вже співала на сцені рідного міста у ролі підпаска в опері «Тóска».
Музичну освіту Бартолі здобула в римській консерваторії ім. Святої Чечилії (Conservatorio di Santa Cecilia).
У 19 років під час телевезійного шоу для молодих талантів Чечилію помітив диригент і художній керівник міланського театру Ла Скала Рікардо Муті та тут же запросив її на прослуховування до театру Ла Скала. Услід за цим Герберт фон Караян запросив її взяти участь у традиційних Зальцбургських великодніх концертах (Osterfestspiele Salzburg) 1990, але смерть диригента порушила ці плани.
Тоді ж (1985) вона дебютувала на концерті, влаштованому французьким телебаченням у Гранд-Опера на честь пам'яті Марії Каллас, де виступила разом із диригентом Даніелем Баренбоймом, по цьо́му перед нею відчинилися двері найкращих музичних закладів, а її кар'єра стрімко пішла вгору.
Серед диригентів, з якими співпрацює Чечилія Бартолі — Клаудіо Аббадо (Claudio Abbado), Рікардо Шаї (Riccardo Chailly), Ніколаус Арнонкур (Nikolaus Harnoncourt), Кристофер Гоґвуд (Christopher Hogwood), Джеймс Лівайн (James Levine), Невіл Маринер (Sir Neville Marriner), Зубін Мета (Zubin Mehta), Рікардо Муті (Riccardo Muti), Джузеппе Сінополі (Giuseppe Sinopoli), Георг Шолті (Sir Georg Solti), Джованні Антоніні (Giovanni Antonini).
З 1988 року Чечилія Бартолі робить свої записи ексклюзивно з фірмою «Decca».

## Хронологія виступів
З 1987 року співає на провідних оперних сценах світу.
1988 виконала на Шветцингенському фестивалі партію Розіни.
1990 співає на моцартівському фестивалі в США. Тоді ж виступила в Гранд-Опера (партія Керубіно).
1992 — сольні концерти в Ла Скала, Карнегі-холі.
1996 — дебют на сцені Метрополітен Опера у ролі Деспіни в опері «Так чинять усі» (Così fan tutte) Моцарта.

## Визнання
За оцінкою музичного журналу «Opernhaus» (Швейцарія), Чечилія Бартолі вже понад 20 років належить до «абсолютних зірок» у сфері класичної музики. «Публіка у всьому світі лягає до її ніг і очікує з великим напруженням на її нові сценічні ролі, концертні програми та нові CD-записи».
Дивовижна кількість — 6 мільйонів проданих записів, понад 100 тижнів лідерства в міжнародних поп-чартах, численні «Золоті платівки».

### Призи та премії
- «Grammy» [Архівовано 7 травня 2014 у Wayback Machine.]: 1994, 1997, 2000, 2001
- «Echo» [Архівовано 17 січня 2009 у Wayback Machine.] : 1994 (2 премії), 1996, 2000, 2001, 2002, 2004, 2006, 2008[2]
- «Bambi» [Архівовано 25 лютого 2011 у Wayback Machine.] : 2002
- «Deutsche Schallplattenkritik» [Архівовано 28 серпня 2011 у Wayback Machine.]: 2001-1 [Архівовано 8 жовтня 2008 у Wayback Machine.], річна премія-2004 [Архівовано 7 жовтня 2008 у Wayback Machine.], 2005-4 [Архівовано 8 жовтня 2008 у Wayback Machine.], 2007-4 [Архівовано 8 жовтня 2008 у Wayback Machine.]

### Почесні звання
- кавалер (Chevalier) французького Ордену Мистецтв та літератури (Ordre des Arts et des Lettres) — 2001

- почесний член британської (Honorary Member) Королівської музичної академії (Royal Academy of Music) — 2005

- кавалер (Cavaliere), дійсний член (Accademico Effettivo) італійської Національної академії Св. Чечилії (Accademia nazionale di Santa Cecilia) — 2006

## Вибрані відео-кліпи
- A. Vivaldi: «Agitata da due venti»  [Архівовано 4 квітня 2007 у Wayback Machine.]

- A. Vivaldi: «Sposa son disprezzata»

## Фільмографія
- Сторінка IMDb [Архівовано 23 березня 2006 у Wayback Machine.]

## Дискографія
- «Italian Songbook» (Dir.James Levine)

2009 Decca — CD UPC/EAN:0028947813804
- «Opera Gala» — W. A. Mozart, A. Salieri, Chr. Glück

2008 Decca — CD 00289-4801243-5
- «Maria» — Rossini, Bellini, Hummel, Halevy

2007/2008 — CD UPC/EAN: 0028947590781; 0289475900774
- W. A. Mozart, Lorenzo da Ponte — Mozart Portraits (Dir. György Fischer) (CD)

2006 Decca — CD 00289 4757526 9
- G. Rossini — La Cenerentola (DVD Video)

1996 Decca — DVD Video 004400714449
- G. F. Händel, A. Scarlatti — Opera Proibita (CD)

2005 Decca — CD 002894756924
- A. Salieri, L. da Ponte, C. Mazzolà… та ін. — Cecilia Bartoli: The Salieri Album (CD)

2003 Decca — CD 002894751002
- G. Donizetti, G. F. Händel, A. Vivaldi, F. Romani, L. Da Ponte, W. A. Mozart, G. Rossini, G. Verdi — Cecilia Bartoli — The Art of Cecilia Bartoli (CD)

2002 Decca — CD 002894733802
- C. W. Gluck, P. Metastasio — Cecilia Bartoli — Gluck: :Italian Arias (CD)

2001 Decca — CD 002894672482
- G. F. Händel, G. Rossi — Handel: Rinaldo — complete opera (Original 1711 Version) HWV7a (3CDs) (CD)

2000 Decca — CD 002894670872
- A. Vivaldi, C. Goldoni, Beregani,… та ін. — Cecilia Bartoli — The Vivaldi Album (CD)

1999 Decca — CD 002894665692
- F. Schubert, W.A. Mozart, V. Bellini, G.F.Händel, G.Rossini, A. Vivaldi, G. Donizetti, H. Berlioz,… та ін. — Cecilia Bartoli — Live in Italy (CD)

1998 Decca — CD 002894559812
- V. Bellini, G. Donizetti, G. Rossini — An Italian Songbook (CD)

1997 Decca — CD 002894555132
- M. Ravel, L. Delibes, G. Bizet, L. Delatre, P. Viardot, Traditional, A. de Musset, V. Hugo — Cecilia Bartoli — Chant d'Amour (CD)

1996 Decca — CD 002894526672
- G. Rossini, F. Schubert, J. Ferretti, G. Rossi, C. della Valle — Cecilia Bartoli — A Portrait (CD)

1995 Decca — CD 002894483002
- W. A. Mozart, C. Mazzolà — Mozart: La Clemenza di Tito (CD)

1995 Decca — CD 002894441312
- W. A. Mozart — Cecilia Bartoli — Mozart Portraits (CD)

1994 Decca — CD 002894434522
- L. van Beethoven, F. Schubert — Italienische Lieder (CD)

1993 Decca — CD 002894402972
- G. Rossini — La Cenerentola (CD)

1993 Decca — CD 002894369022
- A. Caldara, A. Scarlatti, A. Lotti,… та ін. — Cecilia Bartoli — Arie Antiche: Se tu m'ami (CD)

1992 Decca — CD 002894362672

## Виноски
1. ↑  ж-л 'Opernhaus', Zürich. Архів оригіналу за 4 жовтня 2006. Процитовано 18 березня 2007.
2. ↑  Echo-Klassik: Лауреати: «Співачка року-2008» [Архівовано 6 травня 2008 у Wayback Machine.](нім.)